# Théorème de différentiation de Lebesgue
Pour les articles homonymes, voir Théorème de Lebesgue.
En mathématiques, et plus particulièrement dans la théorie de l'intégration, le théorème de différentiation de Lebesgue énonce que sous certaines conditions, on peut retrouver une fonction de ℝn dans ℝ en « dérivant son intégrale », mais il faut avant tout définir ce qu'est la « dérivée d'une intégrale » lorsque l'on intègre sur une partie non vide de ℝn.

## Motivation
Dès le début de la théorie de l'intégration, la question s'est posée de savoir sous quelles conditions la dérivation et l'intégration sont des applications réciproques l'une de l'autre. Une réponse à cette question est donnée par le théorème fondamental de l'analyse qui a été énoncé et démontré plusieurs fois dans les différentes théories de l'intégration (intégrale de Riemann, intégrale de Lebesgue). La version la plus générale (celle qui se situe dans le cadre de l'intégrale de Lebesgue) de la première partie du théorème fondamental du calcul a été démontré dans le livre Leçons sur la théorie de l'intégration et la recherche de fonctions primitives de Lebesgue à qui l'on doit aussi une généralisation du théorème au cas des mesures sur ℝ.

## Énoncé
Pour toute fonction intégrable au sens de Lebesgue {\displaystyle f\in L^{1}(\mathbb {R} ^{n})}, on a pour presque tout {\displaystyle x\in \mathbb {R} ^{n}} :
{\displaystyle \lim _{r\rightarrow 0^{+}}{\frac {1}{\lambda \left(B\left(x,r\right)\right)}}\int _{B(x,r)}|f(t)-f(x)|\mathrm {d} \lambda (t)=0,} 
où {\displaystyle B\left(x,r\right)} désigne la boule de ℝn centrée en x et de rayon r > 0 et {\displaystyle \lambda } désigne la mesure de Lebesgue.
Une autre manière d'énoncer le théorème de différentiation de Lebesgue est de dire que l'ensemble des points de ℝn qui ne sont pas des points de Lebesgue est négligeable.

## Démonstration
Pour {\displaystyle x\in \mathbb {R} ^{n}} et {\displaystyle r>0}, on pose :
{\displaystyle T_{r}(f)(x)={\frac {1}{\lambda \left(B\left(x,r\right)\right)}}\int _{B(x,r)}|f(t)-f(x)|\mathrm {d} \lambda (t)}
et
{\displaystyle T(f)(x)=\limsup _{r\to 0}T_{r}(f)(x)}
Nous prenons ici la limite supérieure car la limite lorsque r tend vers 0 n'est pas nécessairement définie, le but étant ici de montrer que {\displaystyle T(f)=0} presque partout en montrant que pour tout {\displaystyle c>0,\;\{Tf>c\}} est négligeable.
Soit {\displaystyle k>0} un entier. Nous savons d'après la densité des fonctions continues dans les espaces Lp qu'il existe une fonction continue {\displaystyle g} telle que {\displaystyle \|f-g\|_{1}<{\frac {1}{k}}}.
Si on pose {\displaystyle h=f-g} on a alors {\displaystyle T_{r}(h)(x)\leq {\frac {1}{\lambda \left(B\left(x,r\right)\right)}}\int _{B(x,r)}|h(t)|\mathrm {d} \lambda (t)+|h(x)|} et donc {\displaystyle T(h)(x)\leq Mh(x)+|h(x)|\quad (*)}
où {\displaystyle Mh} est la fonction maximale de Hardy-Littlewood associée à {\displaystyle h}.
La continuité de g assure {\displaystyle T(g)=0}, de {\displaystyle f=g+h} on tire {\displaystyle T_{r}(f)\leq T_{r}(g)+T_{r}(h)} et donc, en passant à la limite sup, {\displaystyle T(f)\leq T(g)+T(h)=T(h)} ce qui peut encore se majorer d'après {\displaystyle (*)} de la manière suivante : {\displaystyle T(f)\leq Mh+|h|}.
On a alors pour tout {\displaystyle c>0} l'inclusion suivante {\displaystyle \{Tf>2c\}\subset \{Mh>c\}\cup \{|h|>c\}} or d'après l'inégalité maximale de Hardy-Littlewood {\displaystyle \lambda \left(\{Mh>c\}\right)\leq {\frac {3^{n}\|h\|_{1}}{c}}\leq {\frac {3^{n}}{ck}}} et d'autre part {\displaystyle \lambda \left(\{|h|>c\}\right)\leq {\frac {\|h\|_{1}}{c}}\leq {\frac {1}{kc}}}. L'ensemble {\displaystyle \{Mh>c\}\cup \{|h|>c\}} qui est mesurable a donc une mesure inférieure à {\displaystyle {\frac {3^{n}+1}{ck}}} ce qui veut dire que {\displaystyle \{Tf>2c\}} est inclus dans un ensemble de mesure inférieur à {\displaystyle {\frac {3^{n}+1}{ck}}} pour tout entier {\displaystyle k>0}, en prenant alors l'intersection sur {\displaystyle k>0} de tous ces ensembles on montre alors que {\displaystyle \{Tf>2c\}} est inclus dans un ensemble de mesure nulle, {\displaystyle \{Tf>2c\}} est donc négligeable, ce qu'il fallait démontrer.

## Corollaire
En appliquant le théorème de différentiation à la fonction indicatrice d'une partie Lebesgue-mesurable non négligeable et de mesure finie A de ℝn, on obtient le théorème de densité de Lebesgue (en) : pour presque tout point x de A,
{\displaystyle \lim _{r\rightarrow 0^{+}}{\frac {\lambda \left(B\left(x,r\right)\cap A\right)}{\lambda \left(B\left(x,r\right)\right)}}=1.}